# Penstemon albidus
Espèce
Penstemon albidus est une espèce de plantes de la famille des Plantaginacées, originaire d'Amérique du Nord. Elle est connue sous le nom de Redline Beardtongue en anglais.

## Description
Cette espèce est pérenne et peut atteindre 40cm de haut. Les fleurs sont de couleur blanche à lavande et fleurissent de mai à juillet.